# 别克英朗
别克英朗（英語：Buick Excelle GT）由上海通用汽车出品，为别克品牌旗下主力车型之一。基本可以理解为别克凯越（Excelle）的子类型，两厢车型为英朗XT（Excelle XT），三厢车型为英朗GT（Excelle GT）。两款车型共用动力总成和基础技术（如：底盘参数相同），工程取向也基本相同。但是设计风格并不相同。两款车型均为紧凑型车。

## 车型简介
英朗XT：英朗XT是基于通用汽车全球布局下的一款战略车型。其在中国首发，但是以欧宝新Astra为基础改进而成。厂家称其为：天赋动感的五门轿跑车。但业内均认为这款车还属于标准两厢车的范畴，直接竞争对手基本为一汽-大众高尔夫。但在取向上偏向运动性。
英朗GT：英朗GT是在中国全球首发的一款车型，设计上更趋豪华，但是运动本质并没有改变，可以说是国产三厢紧凑级车的杰出之作。2011年，英朗GT的美国版别克Verano在底特律车展上正式展出。

## 上市
2010年1月23日，上海通用汽车正式宣布英朗XT系列上市。同年6月23日，英朗GT系列上市。但英朗XT 1.6AT与英朗GT真皮版并没有随车系一起上市，具体上市时间为：英朗GT 1.8L自动时尚型真皮款和1.6T时尚运动型真皮款车型：2011年5月8日；英朗XT 1.6L自动时尚型：2010年4月2日。

## 厂方指导价
（单位：人民币（元））

### 英朗XT
1.6L 手动进取版		13.49万
1.6L 自动时尚版		14.99万
1.6T 时尚运动版		17.15万
1.6T 新锐运动版         18.15万
1.8L 自动时尚版		15.95万
1.8L 自动豪华版		18.69万

### 英朗GT
1.6T 时尚运动版真皮款   17.73万
1.6L 手动进取版		13.77万
1.6L 自动时尚版		15.27万
1.6T 时尚运动版		17.43万
1.6T 新锐运动版         18.73万
1.8L 自动时尚版真皮款   16.53万
GT 1.8L 自动时尚版      16.23万
GT 1.8L 自动豪华版      18.97万

## 特色配置与领先技术
1.后轮悬架瓦特连杆为非独立悬架的创举，大大提升运动性
2.Onstar安吉星车载信息服务通信系统是同级别唯一配置的（除同一制造商的雪佛兰科鲁兹）
3.1.6升涡轮增压发动机具有十分强大的性能，84.4KW的升功率堪称强悍
4.别克独有Quiet Tuning静音科技
英朗的技术总体来说在同级别堪称上乘，并不止这几种，但这几种是最具代表性且独一无二的。
但是，英朗的6速自动变速箱技术上尚可，但有批评意见称其搭配非常糟糕，制约了整车性能的发挥。同时，英朗的价格亦被业内认为过高，但销量尚可。